# Mistrzostwa Świata w Podnoszeniu Ciężarów 1898
2. Mistrzostwa Świata w Podnoszeniu Ciężarów, które odbyły się 31 lipca 1898 roku, w stolicy Cesarstwa Austriackiego - Wiedniu. Startowali tylko mężczyźni w kategorii otwartej. Udział wzięło 11 sportowców z 3 państw.

## Rezultaty
| Kategoria: | Złoto        | Srebro        | Brąz                |
| Otwarta    | Wilhelm Türk | Eduard Binder | Georg Hackenschmidt |

## Tabela medalowa
| Poz. | Państwo            |   |   |   | Łącznie |
| ---- | ------------------ | - | - | - | ------- |
| 1    | Cesarstwo Austrii  | 1 | 1 | 0 | 2       |
| 2    | Imperium Rosyjskie | 0 | 0 | 1 | 1       |
|      | Łącznie            | 1 | 1 | 1 | 3       |